# FidoNet

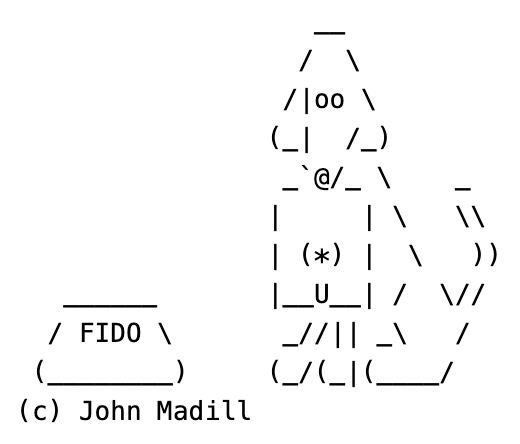
Logo de FidoNet con un perro y un diskette

Fidonet es una red de computadores a nivel mundial que es usada para la comunicación entre BBS Bulletin Board System. En los años 90 fue el más popular, hasta que llegó Internet (de acceso más sencillo). La red continúa funcionando aunque se ha visto reducida considerablemente, debido sobre todo a la decadencia de los BBS para los que inicialmente fue diseñada; aun así sigue siendo una alternativa de gran calidad en lo que a correo electrónico se refiere frente a foros, grupos de news o listas de correo de Internet.

## Historia
El creador de Fidonet fue Tom Jennings en 1984 en San Francisco (EE. UU.). Tom Jennings desarrolló un programa de comunicaciones llamado Fido que era capaz de conectar ordenadores a través de acceso telefónico automáticamente. Los propietarios de BBS vieron las posibilidades de este sistema y lo integraron a su red ya que automatizaba muchas tareas que eran rutinarias y mejoraba las posibilidades de conexión entre BBS.
La red se convirtió en un medio de comunicación muy popular entre los aficionados a los ordenadores y al año de su creación ya había 160 BBS interconectados en los Estados Unidos. Esta red se fue extendiendo paulatinamente por todo el mundo, dando lugar a lo que hoy día llamamos Fidonet.
La rama latinoamericana de FidoNet fue fundada por Pablo Kleinman en 1987, en Buenos Aires, y llegó a contar con cientos de BBS afiliados en docenas de ciudades de la región desde Tijuana hasta Tierra del Fuego. Uno de los últimos nodos activos en la región fue Momia BBS, operado por Manuel Adorni en la ciudad de La Plata, que estuvo funcionando hasta la década de 2020.

## Estructura organizativa de FidoNet
El BBS puede ser un ordenador personal o un servidor de Internet; en el caso de ser un ordenador personal para conectarte deberás utilizar tu línea telefónica marcando el número de teléfono correspondiente o bien puedes conectarte a través de Internet; de esta manera ya formarás parte de la red FidoNet.
Fidonet es una red que carece de contenidos comerciales, de acceso gratuito y mantenida por entendidos en comunicaciones sin ánimo de lucro. En FidoNet el spam que tanto abunda en Internet brilla por su ausencia.
La estructura organizativa de FidoNet es jerárquica; consta de niveles, cada nivel tiene sus coordinadores respectivos dedicados a la gestión de los nodos de Fidonet y a la resolución de conflictos entre sus miembros según su política FidoNet Policy Document. 
Para ello, la red se divide de la siguiente forma:
- Coordinadores de la red son responsables de manejar los nodos individuales dentro de su área, generalmente una ciudad o un área equivalente.
- Los coordinadores regionales son responsables de manejar la administración de los coordinadores de la red dentro de su región, normalmente del tamaño de un estado, o país pequeño.
- Los coordinadores de zona son responsables de manejar la administración de todas las regiones dentro de su zona. El mundo se divide en seis zonas, los coordinadores de zona eligen entre ellos a uno como coordinador internacional de Fidonet.

De esta forma existen seis zonas en el mundo, cada una las cuales está formada por un conjunto de regiones las cuales a su vez se dividen en diversas zonas. Todo en conjunto forma la red Fidonet.

### Estructura técnica
Originalmente, FidoNet se utilizaba para conectar con BBS por módem a través de una línea telefónica tradicional; actualmente se puede acceder también a través de Internet (protocolos telnet, binkd, ifcico, ...).
En FidoNet destaca el Netmail, consiste en el envío de mensajes de correo privados entre los usuarios de la red, lo paralelo en FidoNet a lo que el correo electrónico es en Internet. Un mensaje Netmail contendría el nombre de la persona que envía el mensaje, el nombre del destinatario, y las direcciones FidoNet respectivas de cada uno. El sistema FidoNet encaminaba el mensaje desde un sistema al otro asegurando la privacidad del mensaje(solo el destinatario correspondiente podría leerlo). Sin embargo, la transmisión se realizaba de forma abierta, por lo que los operadores se reservaban el derecho de revisar el contenido de los mensajes, de esta forma la privacidad entre remitente y destinatario era solamente el resultado de la cortesía de los operadores de los sistemas de FidoNet que estaban implicados en la transferencia de dicho correo. También se usa FidoNet para el envío y recepción de ficheros (juegos, programas…), para el envío y recepción de datos de los juegos "online" de los BBS, ...
Posteriormente, apareció Echomail destinado a discusiones públicas, muy similar a los grupos de noticias de Usenet aunque más completo. Echomail permitía el envío de mensajes a diferentes áreas temáticas lo cual se procesaba y empaquetaba para enviarlo a los nodos que hacían de recolectores (hubs); así se formaba una estructura jerarquizada capaz de hacer circular la mensajería a nivel mundial.
Las áreas de Echomail están moderadas, por lo que se elimina el "correo basura" y la mayoría de los off-topics. Echomail fue tan popular que para muchos usuarios, Echomail era FidoNet.

### Estructura geográfica
FidoNet está basado en una estructura en árbol, cada rama del árbol elige a sus coordinadores respectivos. Fidonet se estructura en zonas, regiones, redes y nodos de más a menos nivel geográfico.
En el nivel más alto de la jerarquía el mundo se divide en seis zonas, que son las siguientes:
- Zona 1: Norteamérica (excepto México)
- Zona 2: Europa, ex-URSS (incluida Rusia) e Israel
- Zona 3: Oceanía.
- Zona 4: Iberoamérica
- Zona 5: África
- Zona 6: Asia (excepto Rusia e Israel, que fueron enumeradas en la zona 2)

Cada una de las seis zonas se subdivide en regiones las cuales analizan las redes, que consisten en nodos individuales.
En 2007, la Zona 6 desapareció y sus nodos pasaron a integrarse en la Zona 3.

### Direcciones de FidoNet
FidoNet tiene una base de datos llamada nodelist que no es más que un fichero en el que se registran todos los nodos que forman FidoNet mediante su correspondiente número identificativo. Junto al número identificativo de cada nodo se incluye el nombre del BBS, localización geográfica, el nombre del operador de nodo, número de teléfono, y capacidades del software. El nodelist se actualiza semana a semana para evitar llamadas indeseadas a los nodos que habían cerrado, los números de teléfono que ya no forman parte de FidoNet son reasignados para su uso de la voz por la respectiva compañía de teléfono. Para que la lista nodelist se mantuviese actualizada de manera regular, los coordinadores de red mantenían esta lista en sus áreas locales. Periódicamente estas listas locales eran enviadas al coordinador internacional de manera automatizada el cual compilaba un nuevo nodelist y generaba una lista de cambios llamada nodediff que reenviaría a los operadores de nodo para que actualizasen su nodelist.
El formato de dirección de FidoNet consta de tres partes:
1. Un número de zona (Z): un número del uno al seis que define las seis zonas FidoNet.
2. Un número de región (RR) y un número de red (D): número de al menos dos cifras y hasta el 65535 como máximo, que define la región (país) y la red (provincia o grupo de provincias).
3. Un número de nodo local (NNN): número que identifica un nodo único en cada red.

Quedando el formato de direcciones de la siguiente forma: Z:RRD/NNN.
Ejemplo: Vamos a analizar la dirección completa de Fidonet 2:341/201; 2 es el número de zona, por lo tanto Europa, 34 es el número de región (España), 1 es el número de la red (Red Castilla Centro) y 201 es el número del nodo local (Pucela BBS).

### Encaminamiento del correo de FidoNet
Teóricamente, un nodo transmitirá normalmente mensajes a un hub. El hub, actuando como punto de distribución para el correo, puede entonces enviar el mensaje al coordinador de red. Una vez allí se puede enviar a través de un coordinador regional, o a través de algún otro sistema instalado para dicha función hasta el nodo destino. En el caso de que el nodo origen y el nodo destino no estén en la misma zona el correo se puede enviar a través de una Puerta de Zona.
Por ejemplo, un mensaje de FidoNet pudo seguir la trayectoria: 1:170/918 (nodo) a 1:170/900 (hub) a 1:170/0 (coordinador de red) a 1:19/0 (coordinador de región) a 1:1/0 (coordinador de zona). Desde allí, es distribuida "hacia abajo" al nodo destino. 
Al principio no había relación específica entre los números de la red y las regiones que lo componen. En algunas áreas de FidoNet, sobre todo en la zona 2, aunque también en la zona 4, el número de la región y el número de red están entrelazados. Por ejemplo, 2:201/329 está en la red 201 que está en la región 20 mientras que 2:2410/330 está en la red 2410 que está en la región 24. La zona 2 también relaciona el número del nodo con el número de hub si la red es bastante grande y contiene varios hub. Este efecto se puede ver en el nodelist observando la estructura de la Red 2410 donde el nodo 2:2410/330 aparece bajo el Hub 300. En otras zonas esto no funciona así. 
En la zona 1, las cosas son diferentes. La zona 1 fue un punto de inicio y cuando las zonas y las regiones fueron conformadas, las redes existentes fueron divididas sin ninguna fórmula preestablecida. La única consideración que se tomó fue su localización geográfica respecto a la región. Conforme se iban agregando más números de red, se utilizó la siguiente fórmula: 
Región número X 20
Cuando el número de regiones superó su límite era necesario otro sistema de numeración, por lo que se utilizó el siguiente:
Región número X 200
Uno de los objetivos de la formación de redes locales era conseguir una reducción de costes en la ejecución por lo que todos los mensajes serían enviados a uno o más Hub anfitriones de forma comprimida (ARC era estándar, pero PKZIP tenía soporte universal).
En la práctica, la estructura de FidoNet permite que cualquier nodo conecte directamente con cualquier otro; y los operadores del nodo formarían a veces sus propios "toll-calling" sobre una base "ad-hoc", teniendo en cuenta un equilibrio entre el ahorro de coste colectivo y la entrega oportuna. Los operadores que componen redes individuales tendrán a veces que financiar el acuerdo, mucha gente se ofrecía voluntaria para pagar llamadas regulares por simple generosidad o para mejorar su status en la comunidad FidoNet. 
Este sistema "ad hoc" fue particularmente popular entre las redes que fueron construidas sobre los cimientos de FidoNet. Echomail, por ejemplo, implicó a menudo las transferencias de archivo relativamente grandes debido a su renombre. Si los distribuidores oficiales de FidoNet rechazaban transferir Echomail debido a las cargas adicionales del peaje, otros operadores del nodo se ofrecerían de manera voluntaria en algunas ocasiones. En cuyo caso, los mensajes de Echomail serían encaminados por los sistemas de voluntarios. 
Como el sistema FidoNet era el que mejor se adaptaba a un ambiente en el cual el servicio telefónico local fuese barato y las llamadas a larga distancia (o transferencia de datos interurbana vía redes packet-switched) costosas, no funcionó bien en países como Japón, donde incluso las líneas locales eran costosas. FidoNet fue únicamente acertado en países tales como Francia, donde el precio de llamadas locales y la competición con el Minitel u otras redes de datos limitaron su crecimiento.

### Puntos
Como el número de mensajes Echomail crecía continuamente, llegó a ser muy difícil que los usuarios mantuviesen el ritmo ante tal volumen de mensajes desde sus BBS locales.
Por esa razón se introdujeron los "points", permitiendo que los usuarios reciban el Echomail (y el Netmail ya comprimidos y por lote) y lo lean localmente en sus propias máquinas. 
Para hacer esto, el esquema de dirección de FidoNet fue ampliado con la adición de un segmento en la dirección final, el número de "point". Por ejemplo, un usuario en el sistema del ejemplo de arriba debería dar como "point" el número 10, y por lo tanto podría enviarse correo a la dirección 1:170 /918.10.
En Norteamérica (zona 1) los "points" fueron utilizados durante un breve periodo y de manera muy limitada. Programas como [Blue Wave] and Silver Xpress (OPX)  fueron introducidos a mediados de los años ochenta y rápidamente dejaron el "Pointing" obsoleto.
En otras partes del mundo, especialmente en Europa, esto era diferente. Al contrario que en Norteamérica donde las llamadas locales generalmente son gratuitas, las llamadas locales en Europa no lo eran y eso era un incentivo más que suficiente para intentar que la duración de las llamadas fuese lo más breve posible. El "pointing" empleaba la compresión estándar (ZIP, ARJ) lo cual reducía las llamadas algunos minutos al día. 
En Europa (zona 2) el "pointing" llegó a ser muy popular. Muchas regiones distribuyen un "pointlist" paralelamente al "nodelist".En la cima de FidoNet había sobre 120.000 puntos enumerados en el "pointlist" Z2. Enumerar "points" era algo voluntario y no todos los "points" eran enumerados, así que saber cuántos puntos había realmente no es posible. De hecho existe una "pointlist" completa a nivel europeo compilada a partir de cada "pointlist" regional.
Hoy día existen unos 50.000 puntos enumerados. La mayor parte de ellos en Rusia y Ucrania. 
También hoy en día se han simplicado mucho los programas de acceso a FidoNet como "punto" (point), prueba de ello son WinPoint, Open XP, D'Bridge, Fido-Package Deluxe, ...

### Especificación técnica
FidoNet tuvo varias especificaciones técnicas para la compatibilidad entre sistemas. El más básico de todos era FTS-0001, con el cual todos los sistemas de FidoNet debían contar como requisito mínimo. 
Este sistema FTS-0001 está definido por:
- "Handshaking" (Apretón de manos) .
- Protocolo de la transferencia (XMODEM): protocolos que se utilizaban para transferir los archivos de correo de FidoNet entre los sistemas.
- Formato del mensaje: formato estándar para los mensajes de FidoNet cuando éstos son intercambiados entre sistemas.

Una gran variedad de especificaciones que son muy usadas fueron proporcionadas por Echomail, como diversos protocolos de la transferencia, métodos de "handshake" (por ejemplo: Yoohoo/Yoohoo2u2, EMSI), compresión de archivos, formato del "nodelist"…

### Zone Mail Hour (Hora de correo de zona)
La política de FidoNet dicta que por lo menos una línea de cada nodo de FidoNet debe estar disponible para aceptar el correo de otros nodos de FidoNet durante una hora particular de cada día. 
Zone Mail Hour, como fue llamada, varía dependiendo de la localización geográfica del nodo, y fue diseñado para que ocurriese durante la mañana temprano. La hora exacta varía dependiendo de la zona horaria, y se requería un nodo con una única línea telefónica para no aceptar llamadas telefónicas. En la práctica, y sobre todo hoy en día, la mayoría de los sistemas de FidoNet tienden a aceptar el correo en cualquier momento del día cuando la línea telefónica no está ocupada, esto ocurre generalmente durante la noche.

### Accesos a FidoNet
Hay varios tipos de acceso:
- Acceso como "punto": se utiliza un programa especial, similar a un cliente de correo electrónico como Outlook, Mozilla, The Bat, ... El acceso puede ser a través de una línea telefónica o de Internet (protocolos binkp, telnet, ifcico, ...). Para ello puedes combinar y configurar varios programas (un mailer, un procesador de correo y un editor) o bien usar un solo programa que incluye todas esas opciones WinPoint u OpenXP.
- Acceso desde BBS: se conecta a través de un BBS miembro de FidoNet, por línea telefónica o por Internet (telnet). Desde el BBS se puede leer el correo en modo "online" u "offline" (usando el correo offline QWK/BW).
- Métodos alternativos: No es lo más recomendable por no ser los medios propios y tradicionales de FidoNet, pero también se puede acceder a las áreas de correo a través de la web (foros), grupos de noticias, listas de correo...